# اینترمارکه
اینترمارکه (انگلیسی: Intermarché) شرکت خرده‌فروشی فرانسوی است، که در سال ۱۹۶۹ تأسیس شد.